# Egipto en los Juegos Paralímpicos de Atlanta 1996
Egipto estuvo representado en los Juegos Paralímpicos de Atlanta 1996 por un total de 31 deportistas, 26 hombres y cinco mujeres.

## Medallistas
El equipo paralímpico egipcio obtuvo las siguientes medallas:
| Nombre             | Deporte                   | Evento                     |
| ------------------ | ------------------------- | -------------------------- |
| Oro                |                           |                            |
| Karima Feleifal    | Atletismo                 | Disco F55-57 femenino      |
| Mervat Omar        | Atletismo                 | Peso F55-57 femenino       |
| Zakia Abdin        | Atletismo                 | Jabalina F55-57 femenino   |
| Ahmed Hasan Mahmud | Atletismo                 | 400 m T36 masculino        |
| Ahmed Dahi         | Atletismo                 | Disco F41 masculino        |
| Mohamed Yawad      | Atletismo                 | Disco F57 masculino        |
| Ahmed Abdelyawad   | Atletismo                 | Peso F41 masculino         |
| Goma G. Ahmed      | Levantamiento de potencia | –56 kg masculino           |
| Plata              |                           |                            |
| Mervat Omar        | Atletismo                 | Disco F55-57 femenino      |
| Zakia Abdin        | Atletismo                 | Peso F55-57 femenino       |
| Hani Elbehiri      | Atletismo                 | Disco F57 masculino        |
| Hani Elbehiri      | Atletismo                 | Peso F57 masculino         |
| Ahmed Dahi         | Atletismo                 | Jabalina F41 masculino     |
| Ashraf Elsafi      | Atletismo                 | Peso F41 masculino         |
| Metwali Mazna      | Levantamiento de potencia | –60 kg masculino           |
| Emadeldin Mohamed  | Levantamiento de potencia | –67,5 kg masculino         |
| Mostafa Hamed      | Levantamiento de potencia | –82,5 kg masculino         |
| Sherif Bakr        | Levantamiento de potencia | –100 kg masculino          |
| Esam Atia          | Natación                  | 50 m espalda S5 masculino  |
| Bronce             |                           |                            |
| Sohir Elkumi       | Atletismo                 | Peso F55-57 femenino       |
| Ahmed Hasan Mahmud | Atletismo                 | 100 m T36 masculino        |
| Ahmed Hasan Mahmud | Atletismo                 | 200 m T36 masculino        |
| Ahmed Abdelyawad   | Atletismo                 | Disco F41 masculino        |
| Ahmed Abdelyawad   | Atletismo                 | Jabalina F41 masculino     |
| Ayman Abu Elata    | Atletismo                 | Disco F46 masculino        |
| H. Abdelatif       | Atletismo                 | Disco F56 masculino        |
| Shaban El-Jatib    | Atletismo                 | Peso F57 masculino         |
| Mohamed Hasan      | Atletismo                 | Jabalina F57 masculino     |
| Abdelmonem Farag   | Levantamiento de potencia | –75 kg masculino           |
| Walid Abdelkader   | Natación                  | 50 m mariposa S7 masculino |